# Diffa (region)
Diffa – region we wschodnim Nigrze. Stanowi jeden z 7 regionów państwa. W 2011 roku zamieszkiwany był przez 489 531 mieszkańców. Siedzibą administracyjną jest miasto Diffa.

## Położenie
Region Diffa graniczy:
- na wschodzie z Czadem,
- na północy z regionem Agadez,
- na zachodzie z regionem Zinder,
- na południu z Nigerią.

## Podział administracyjny
Region składa się z 3 departamentów:
|    | Nazwa departamentu | Ośrodek adm. | Powierzchnia (km²) | Liczba mieszkańców (2011) |
| -- | ------------------ | ------------ | ------------------ | ------------------------- |
| 1. | Diffa              | Diffa        | 7563               | 209 249                   |
| 2. | Maïné-Soroa        | Maïné-Soroa  | 16 338             | 202 534                   |
| 3. | N’Guigmi           | N’Guigmi     | 133 005            | 77 748                    |

## Demografia
Zmiany liczby ludności i struktury płci w latach 2006 – 2011:
|           | 2006    | 2007    | 2008    | 2009    | 2010    | 2011    |
| Razem     | 414 059 | 428 340 | 442 998 | 458 062 | 473 563 | 489 531 |
| Mężczyźni | 212 180 | 219 498 | 227 010 | 234 729 | 242 672 | 250 855 |
| Kobiety   | 201 879 | 208 842 | 215 988 | 223 333 | 230 891 | 238 676 |